# Szachy bizantyjskie
Szachy bizantyjskie – odmiana szachów z IX wieku n.e. z Bizancjum, w którą grano na okrągłej planszy. Jest to właściwie odmiana gry szatrandż (shatranj) będącej arabską poprzedniczką klasycznych szachów. Wiedza o tej grze przetrwała w źródłach wywodzących się z kultury arabskiej. Arabski historyk Al-Masudi wspomina, że grę te nazywano cyrkularnymi szachami (shatranj al-muddawara) lub szachami bizantyjskimi, a dosłownie rzymskimi (shatranj al-Rûmîya), gdyż były szczególnie popularne pośród Bizantyjczyków. Z kolei perski medyk żyjący w XIV wieku Al-Amuli opisujący szachy bizantyjskie w swym dziele Skarbnica wiedzy (Nafa’is al-funun) przedstawia odmianę tej gry zwaną cytadela. Dziś także gra się w szachy na tego typu planszach. Rozgrywane były także mistrzostwa świata we współczesnych szachach cyrkularnych.

## Zasady

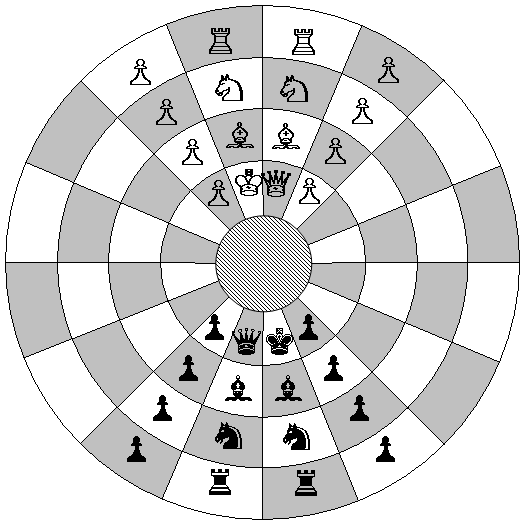
Szachy bizantyjskie

### Szachy bizantyjskie
Gra rozgrywana jest na planszy w kształcie koła składającej się z 64 pól ułożonych w 16 rzędach po 4 pola tworzących tym samym cztery pierścienie pól wokół środka planszy. Bierki poruszają się jak w grze w szatrandż. Figury mogą chodzić w tył lub w przód po planszy. Z tym, że wieża nie może okrążyć całej planszy i w tym samych ruchu wrócić na pole, z którego wyszła. Pionki poruszają się tylko do przodu i nie są awansowane. Żadna bierka nie może wejść na środkowe pole lub przez nie przejść. Wygrywa gracz, który zmatuje króla przeciwnika, lub doprowadzi go do sytuacji patowej. Wygrać również można przez zbicie wszystkich pionków przeciwnika. Jednak, jeśli w następnym ruchu gracz, któremu został tylko król, może doprowadzić do takiej samej sytuacji przeciwnika, wtedy gra jest remisowa.

### Cytadela

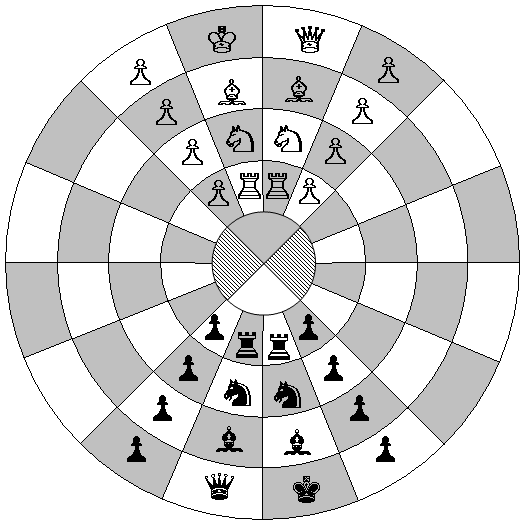
Szachy cytadela

Jest to odmiana szachów bizantyjskich. Układ startowy w tej wersji gry jest inny. Dodatkowo środkowe pole planszy podzielone jest na cztery równe części, które tworzą cztery nowe pola tzw. cytadeli. Kolejną różnicą jest zasada pozwalająca wejść królowi na jedno z czterech pól pośrodku planszy. Wskutek takiego ruchu grę uważa się za remisową.